# Píseň o Vilémovi
Píseň o Vilémovi (asi 1140, La Chanson de Guillaume) je jeden z nejstarších francouzských středověkých hrdinských eposů, tzv. chansons de geste. Skladba je dochována v anglonormanském rukopise ze 13. století pod názvem Chançun de Willame a byla náhodně objevena až roku 1901 na knižní aukci v Londýně. Patří do Cyklu Viléma Oranžského, jehož hlavním hrdinou je Vilém Oranžský (Guillaume d'Orange), hrabě toulouský, nazývaný též Vilém s krátkým nosem (Guillaume au Court Nez). Vilémova postava byla inspirována životem Viléma z Gellone (kolem 750–812), vnuka Karla Martela a bratrance Karla Velikého, který byl roku 1066 prohlášen za svatého.
Látka Písně o Vilémovi byla později znovu zpracována v pikardském eposu Aliscans (asi 1180 až 1190).

## Obsah písně
Píseň je se skládá ze dvou zřetelně oddělených částí. V první a starší z nich padne v nerovné bitvě bitvě se Saracény krále Derameda Vilémův synovec Vivien a Vilém svede s Daromedem odvetnou bitvu, kterou rovněž prohraje. Tato část prozrazuje, že se inspirovala Písní o Rolandovi, protože Vilém a Vivien zaujímají v epické konstrukci písně analogické pozice jako Karel Veliký a Roland. V druhé části si Vilém vymůže u váhajícího krále Ludvíka nové vojsko a táhne proti Daromedovi. Doprovází jej dobromyslný obr Rainouart, Deranedův syn a bratr Vilémovy ženy, saracénské princezny Orable pokřtěné jako Guibourg. Vilém jej nalezne v kuchyni krále Ludvíka a vezme jej sebou. Rainouart, který postupně nabývá stále více heroikomických rysů, bojuje kyjem a nakonec tak zdatně pomůže Vilémovi k vítězství, že je pokřtěn, stane se rytířem a ožení se s krásnou Aélis, dcerou krále Ludvíka. Tato druhá část se někdy nazývá Chanson de Rainouart (Píseň o Rainouartovi).